# Xenicus gilviventris
Xenicus gilviventris е вид птица от семейство Acanthisittidae. Видът е световно застрашен, със статут Уязвим.

## Разпространение
Видът е разпространен в Нова Зеландия.